# Kongerevue i Århusbugten
|  | Denne artikel er oprettet af botten Steenthbot ud fra en ekstern database. Den kan derfor have sproglige fejl eller mangler. Denne skabelon kan fjernes efter kontrol af indholdet. |

Kongerevue i Århusbugten er en dansk dokumentarfilm fra 1971.

## Handling
Sidste optagelse med kong Frederik d. IX, der inspicerer flådens skibe under en øvelse i Århus Bugt.